# Rhipidoglossum laticalcar
Rhipidoglossum laticalcar là một loài thực vật có hoa trong họ Lan. Loài này được (J.B.Hall) Senghas miêu tả khoa học đầu tiên năm 1986.